# Nick Kyrgios
Nicholas Kyrgios, dit Nick Kyrgios, est un joueur de tennis australien, né le 27 avril 1995 à Canberra.
Professionnel depuis 2013 après avoir remporté l'Open d'Australie junior en simple et en double, il a remporté sept titres sur le circuit ATP. Son meilleur résultat en tournoi du Grand Chelem est une finale à Wimbledon en 2022. Il a par ailleurs atteint à trois autres reprises les quarts de finale en Grand Chelem. En double, il a remporté l'Open d'Australie 2022 avec son compatriote Thanasi Kokkinakis. Il a également remporté la Hopman Cup avec Daria Gavrilova en 2016. Il joue en Coupe Davis avec l'Australie depuis 2013. 
Kyrgios est le seul joueur, avec son compatriote d'une autre époque Lleyton Hewitt, à avoir battu Roger Federer, Rafael Nadal et Novak Djokovic lors de leur premier affrontement. Il est d'ailleurs un des rares joueurs à avoir un bilan positif face à Novak Djokovic. Réputé pour son talent et son jeu spectaculaire, l'Australien est également connu pour son inconstance et sa personnalité colérique. Il s’est ainsi opposé à plusieurs arbitres, joueurs et spectateurs depuis le début de sa carrière.

## Biographie
Nicholas Hilmy Kyrgios naît en Australie d'un père grec, Giorgios, peintre et décorateur, et d'une mère malaisienne, Norlaila, ingénieure en informatique. Il est le cadet de trois enfants ; son frère est avocat tandis que sa sœur est comédienne. Excellent joueur de basket, il décide toutefois de se concentrer sur le tennis lorsqu'il est âgé de 14 ans. Il a été en couple avec la joueuse de tennis australienne Ajla Tomljanović.

## Carrière

### 2013: succès en junior et premiers pas sur le circuit professionnel
Numéro un mondial junior, Nick Kyrgios remporte l'Open d'Australie 2013 en simple garçons en battant en finale son compatriote Thanasi Kokkinakis. Par ailleurs, ils remportent ensemble le titre en double garçons.
Nick Kyrgios effectue cette même année ses premiers pas sur le circuit professionnel en disputant les qualifications du tournoi de Brisbane et celles de l'Open d'Australie. Il est dans les deux cas défait au premier tour. Par la suite, il s'engage sur des tournois Futures et Challenger. Il remporte son premier titre dans cette dernière catégorie à Sydney, le 3 mars 2013.
Nick Kyrgios, qui pointe alors au 264e rang mondial, profite du forfait sur blessure de son compatriote John Millman, pour disputer son premier Roland-Garros. Bénéficiant de la wild card attribuée à la fédération australienne de tennis, il s'illustre dès le premier tour en battant le joueur tchèque Radek Štěpánek, alors 51e mondial, en trois sets (7-64, 7-68, 7-611). Il s'incline au tour suivant face à la tête de série no 10 Marin Čilić.
En septembre, il est appelé pour la première fois en équipe d'Australie de Coupe Davis pour les rencontres de barrage contre la Pologne. Associé à Chris Guccione, il s'incline en double, puis il bénéficie de l'abandon de Michał Przysiężny dans un 5e match sans enjeu.

### 2014:1erquart de finale en Grand Chelem et1revictoire sur unno1mondial
Il reçoit une wild card pour participer au tableau final de l'Open d'Australie. Il y bat au premier tour l'Allemand Benjamin Becker (6-3, 65-7, 6-2, 7-62), mais s'incline au tour suivant face au Français Benoît Paire en plus de 3 h 30 de jeu malgré le gain des deux premiers sets (7-65, 7-65, 4-6, 2-6, 2-6). Il est ensuite à nouveau appelé en Coupe Davis lors du premier tour contre la France, où il s'incline lors du premier match contre Richard Gasquet (63-7, 2-6, 2-6) puis à nouveau contre Gaël Monfils (65-7, 4-6) lors d'un match sans enjeu.

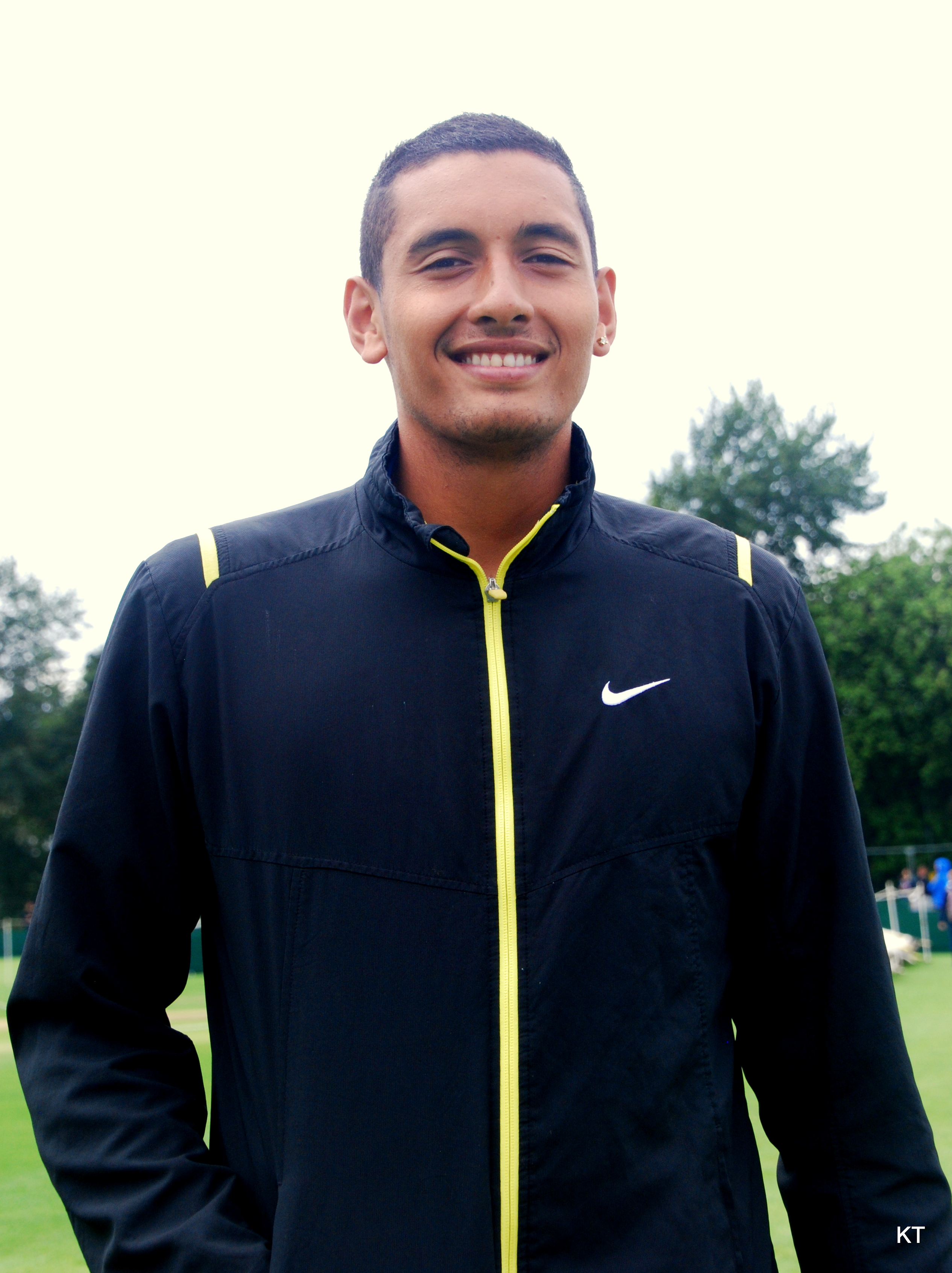
Kyrgios à Wimbledon en 2014.

En avril, il remporte ses 2e et 3e titres Challenger à Savannah face à Jack Sock et à Sarasota, tous deux sur terre.
Détenteur d'une wild card à Roland-Garros, il échoue au premier tour face au Canadien Milos Raonic (3-6, 61-7, 3-6).
Sur gazon, il remporte un nouveau Challenger à Nottingham en s'imposant face à son compatriote Samuel Groth en deux tie-breaks alors issu des qualifications.
Il participe à son premier tournoi de Wimbledon grâce à une wild card, seulement âgé de 19 ans et classé 144e mondial. Il élimine d'abord les Français Stéphane Robert (7-62, 7-61, 66-7, 6-2) et Richard Gasquet (3-6, 64-7, 6-4, 7-5, 10-8), contre lequel il remonte un handicap de deux sets et sauve 9 balles de match,. Il s'impose ensuite face au Tchèque Jiří Veselý (3-6, 6-3, 7-5, 6-2) pour atteindre sa première seconde semaine en Grand Chelem. Il affronte et bat le no 1 mondial, Rafael Nadal en 4 sets (7-65, 5-7, 7-65, 6-3) après trois heures de jeu ; et souhaite encore s'amuser en poursuivant cette semaine. Il s'agit alors du premier joueur hors du top 100 à battre un numéro un mondial en Grand Chelem depuis la défaite de Jim Courier contre Andreï Olhovskiy (alors 193e) à Wimbledon en 1992. C'est aussi avec Andreï Olhovskiy le deuxième à le faire en Grand Chelem depuis le début du classement ATP en 1973. Le parcours de Kyrgios s'arrête le lendemain, en quart de finale, lors duquel il affronte un autre grand serveur, le Canadien Milos Raonic alors 9e mondial, contre qui il perd (7-64, 2-6, 4-6, 64-7) en 2 h 24. Ce résultat lui permet d'améliorer considérablement son meilleur classement en atteignant la 66e place mondiale.
Au Masters du Canada à Toronto, Kyrgios participe à son premier Master 1000. Il passe le premier tour en éliminant Santiago Giraldo en 2 sets (7-63, 7-5) avant d'être sorti par la tête de série numéro 8 du tournoi Andy Murray en deux sets secs (2-6, 2-6).
Pour son deuxième tournoi du Grand Chelem à l'US Open, le jeune Australien fait encore parler de lui en sortant dès le premier tour le Russe classé 23e mondial Mikhail Youzhny sur le score de (7-5, 7-64, 2-6, 7-61). Lors du tour suivant, il bat assez aisément l'Italien Andreas Seppi (6-4, 7-62, 6-4). Il finit par chuter au troisième tour face à l’infatigable Espagnol Tommy Robredo tête de série numéro 16 lors d'un match plutôt accroché (6-3, 3-6, 64-7, 3-6).
Il met fin à sa saison au tournoi de Kuala Lumpur où il est battu en deux manches (64-7, 63-7) par son compatriote Marinko Matosevic.

### 2015:2equart de finale en Grand Chelem et1refinale ATP, mais écarts de comportement
Nick Kyrgios participe à l'Open d'Australie. Il élimine lors des premiers tours Federico Delbonis au terme d'un match à suspense (7-62, 3-6, 6-3, 65-7, 6-3), après la tête de série no 23 Ivo Karlović (7-64, 6-4, 5-7, 6-4), puis le Tunisien Malek Jaziri (6-3, 7-66, 6-1),. Il atteint ainsi les huitièmes de finale et bat Andreas Seppi, tombeur de Roger Federer au tour précédent, en cinq sets après avoir été mené deux sets à zéro et en sauvant une balle de match (5-7, 4-6, 6-3, 7-65, 8-6) après 3 h 32 de jeu,. Avec cette victoire, il se qualifie pour son premier quart de finale à Melbourne et devient le premier joueur depuis Federer en 2001 à atteindre deux quarts de finale en Grand Chelem à moins de vingt ans. Par ailleurs, c'est la première fois depuis dix ans qu'il y a un Australien en quarts de finale de l'Open d'Australie (après la finale de Lleyton Hewitt en 2005). En quart de finale, il perd contre Andy Murray dans un stade, la Rod Laver Arena, pourtant acquis à sa cause (3-6, 65-7, 3-6) en 2 h 5 et futur finaliste. Grâce à ce beau parcours, il atteint à la suite de ce tournoi son meilleur classement (35e mondial).
Il fait son retour à la compétition au Masters d'Indian Wells après plusieurs semaines sans jouer à cause de sa blessure au dos, qui l'a contraint notamment à déclarer forfait contre les Tchèques. Il gagne son premier tour contre l'Américain Denis Kudla (6-4, 7-5), avant d'affronter au tour suivant le Bulgare Grigor Dimitrov contre qui il perd (62-7, 6-3, 64-7) en livrant un gros match malgré tout mais se tordant la cheville droite au troisième set. Cette blessure le contraint à déclarer forfait pour le Masters de Miami. La série de forfaits continue avec le Masters de Monte-Carlo.

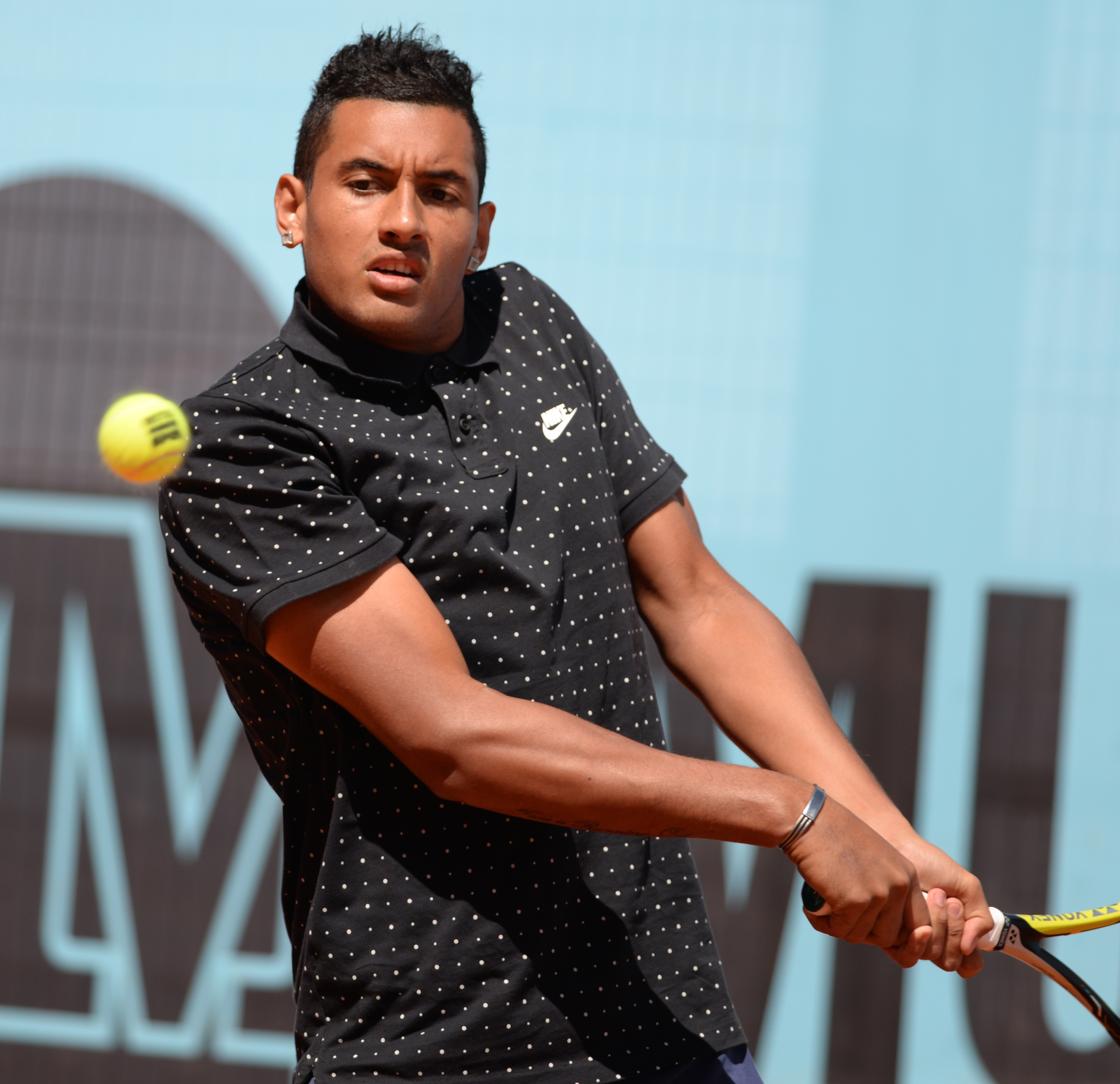
Kyrgios au Masters de Madrid en 2015.

En avril, sur terre battue, à l'Open d'Estoril, il élimine Albert Ramos (6-3, 65-7, 7-63), Filip Krajinović, Robin Haase et Pablo Carreño-Busta (5-7, 7-62, 6-3) pour atteindre la première finale ATP de sa carrière. Mais il perd contre le Français Richard Gasquet en deux sets (3-6, 2-6) et tout juste une heure de jeu. Au Masters de Madrid, il crée la sensation en éliminant au second tour Roger Federer, première tête de série et 2e mondial, après avoir sauvé 2 balles de match dans le tie-break final (61-7, 7-65, 7-612) en 2 h 39. Il s'incline au tour suivant face à John Isner (3-6, 7-67, 4-6). Il a ainsi admis que sa victoire contre Federer lui avait « procuré plus de plaisir » que celle obtenue l'an dernier face à Nadal, en huitième de finale de Wimbledon. Au Masters de Rome, il est éliminé dès le premier tour par Feliciano López en deux sets (4-6, 64-7). La semaine suivante, il participe à l'Open de Nice Côte d'Azur et bat au premier tour Mikhail Kukushkin en deux sets (7-65, 6-2) avant d'abandonner lors de son huitième de finale face à l'Autrichien Dominic Thiem alors qu'il est mené quatre jeux à trois. Il enchaîne avec Roland-Garros, où il est pour la première fois tête de série (no 29), le protégeant ainsi du top 16 jusqu'au troisième tour. Il bat aisément Denis Istomin au premier tour en trois sets (6-3, 6-4, 6-3) et bénéficie au second tour du forfait de l'Anglais Kyle Edmund. Il bute néanmoins sur Andy Murray au tour suivant, sur le score de (4-6, 2-6, 3-6).
Nick Kyrgios entame sa saison sur gazon avec le tournoi du Queen's où il est battu d'emblée par le récent vainqueur de Roland-Garros, Stanislas Wawrinka en deux sets (3-6, 4-6). C'est à Wimbledon qu'il impressionne encore une fois. Après deux premiers tours remportés facilement contre les Argentins Diego Schwartzman (6-0, 6-2, 7-66) et Juan Mónaco (7-65, 6-3, 6-4), il se défait de son tombeur de l'édition précédente et tête de série no 8 Milos Raonic en quatre sets (5-7, 7-5, 7-63, 6-3). Il est ensuite éliminé en huitièmes de finale par Richard Gasquet, futur demi-finaliste, sur le score de (5-7, 1-6, 7-67, 66-7) en 2 h 54 et malgré des comportements à la limite du respectable à l'encontre du public et de son adversaire,.
En août lors du Masters du Canada, Nick Kyrgios confirme sa réputation de « bad boy », il se voit infliger une amende de 10 000 dollars pour des propos déplacés lors d'un match face à Stanislas Wawrinka qu'il gagnera sur abandon du Suisse (68-7, 6-3, 4-0 ab.), ainsi qu'une autre amende pour un commentaire adressé à un ramasseur de balle. Il perd au tour suivant en huitième (5-7, 3-6) contre John Isner. Lors de l'US Open, son comportement est à nouveau limite et désintéressé lors de ce match en affrontant Murray dès le premier tour, mais finira par perdre contre lui (5-7, 3-6, 6-4, 1-6) mais en balançant le dernier set après 2 h 43 de jeu.
Lors du masters de Shanghai, il a encore un comportement plus que limite, en recevant un troisième avertissement de la semaine et un écart de langage pendant son premier tour, remporté contre Andreas Haider-Maurer écopant de 1 500 dollars d'amende. Il reste toujours jusqu'au 24 février 2016 sous le coup d'une suspension de 28 jours et d'une amende de 25 000 dollars, en cas de nouvelle condamnation pour agression physique ou verbale ou d'une nouvelle amende de plus de 5 000 dollars.

### 2016: premiers titres ATP et1redemi-finale en Masters 1000
Début 2016, il participe à la Hopman Cup aux côtés de Daria Gavrilova. Lors de la phase de groupe, ils remportent leurs trois confrontations, Kyrgios s'imposant face à Alexander Zverev (4-6, 6-1, 6-4), puis face au no 2 mondial Andy Murray (6-4, 7-65) et enfin contre Kenny de Schepper (6-4, 6-4). Ils rencontrent en finale les Ukrainiens Alexandr Dolgopolov et Elina Svitolina contre qui ils s'imposent tous les deux en simple pour remporter le titre. À l'Open d'Australie, il atteint le 3e tour où il est battu par Tomáš Berdych en quatre manche (3-6, 4-6, 6-1, 4-6).
Il participe à l'Open 13 de Marseille, où il bat Vasek Pospisil puis Teymuraz Gabashvili sur le même score (6-4, 6-4) sans être breaké. En quart de finale, il domine le 10e mondial Richard Gasquet, en tout juste une heure de jeu sur le score de (6-0, 6-4) en ayant notamment claqué quatre aces au dernier jeu du match. Il bat ensuite Tomáš Berdych 8e mondial (6-4, 6-2) en demi-finale en 1 h 13 de jeu. En finale, il s'impose contre le 12e mondial Marin Čilić (6-2, 7-63) en une heure et demie, remportant ainsi son premier tournoi sur le circuit ATP, sans perdre le moindre set et sans avoir été breaké une seule fois de toute la semaine. Il enchaîne à Dubaï, où il se qualifie pour les quarts de finale. Il y affronte à nouveau le Tchèque comme à Marseille pour une place dans le dernier carré, et s'impose à nouveau facilement (6-4, 6-4). Mais il doit ensuite abandonner dans le milieu du second set face à Stanislas Wawrinka, le futur vainqueur du tournoi.
Il revient pour le Masters d'Indian Wells mais loupe son retour en perdant d'entrée de tournoi contre l'Espagnol Albert Ramos-Viñolas en deux manches (64-7, 5-7). Puis dans la foulée suit le Masters de Miami, où il passe assez facilement sans forcer ses deux premiers matchs face à Márcos Baghdatís (6-2, 6-1) et le qualifié Tim Smyczek (6-4, 6-4) au troisième tour. Il remporte ensuite son huitième face à Andrey Kuznetsov (7-63, 6-3), alors qu'il était mené 3-0 dès la première manche, il finit par développer son jeu et s'ouvrir son premier quart de finale dans un tournoi Masters 1000. À ce stade, il affronte le 12e mondial, Milos Raonic, dans un match où il réalise le seul break et sert plus d'aces que le Canadien, s'imposant (6-4, 7-64) en 1 h 44. Il améliore ainsi encore sa marque en disputant sa première demi-finale dans un Masters 1000 contre le 6e mondial, Kei Nishikori. Il faut remonter à 2002 pour retrouver un Australien dans le dernier carré à Miami. Il s'incline contre le Japonais (3-6, 5-7) en 1 h 24, mais ce beau parcours lui permet de monter dans le top 20 du classement mondial pour la première fois.
Nick Kyrgios continue de faire bonne impression, mais cette fois-ci sur terre battue au Masters de Madrid. Il bat au premier tour (7-67, 6-4) l'Argentin Guido Pella, puis le 4e mondial Stanislas Wawrinka au terme d'un match sans break bouclé en moins de deux heures. Dans un match dense face à Pablo Cuevas, il s'impose (7-65, 4-6, 6-3) en 2 h 15 contre un excellent joueur terrien en forme depuis le début de l'année, et affronte en quarts de finale le 6e mondial Kei Nishikori contre qui il s'incline à nouveau, en 3 sets serrés (7-66, 61-7, 3-6). La semaine suivante au Masters de Rome, il bat le 10e mondial Milos Raonic au second tour (7-65, 6-3) en 1 h 28, pour retrouver Rafael Nadal qu'il n'a plus rencontré depuis sa victoire marquante au tournoi de Wimbledon 2014. Malgré un bon match de l'Australien, c'est le Majorquin qui sort vainqueur de cette rencontre (7-63, 2-6, 4-6), avec une grosse baston dans la première manche.
Il enchaîne ensuite avec les Internationaux de France, deuxième levée du Grand Chelem. Comme l'année précédente, il est tête de série (no 17). Il entame ce tournoi en battant l'Italien Marco Cecchinato sur le score de (7-66, 7-66, 6-4) dans un match serré puis Igor Sijsling (6-3, 6-2, 6-1). Il rencontre ensuite le Français Richard Gasquet (tête de série no 9), qu'il avait battu à Marseille. C'est pourtant le Français qui sort vainqueur de cette rencontre, en trois sets (2-6, 67-7, 2-6). Malgré sa défaite, sa saison sur terre battue reste positive, à la fin du Grand Chelem parisien, il reste 19e mondial.

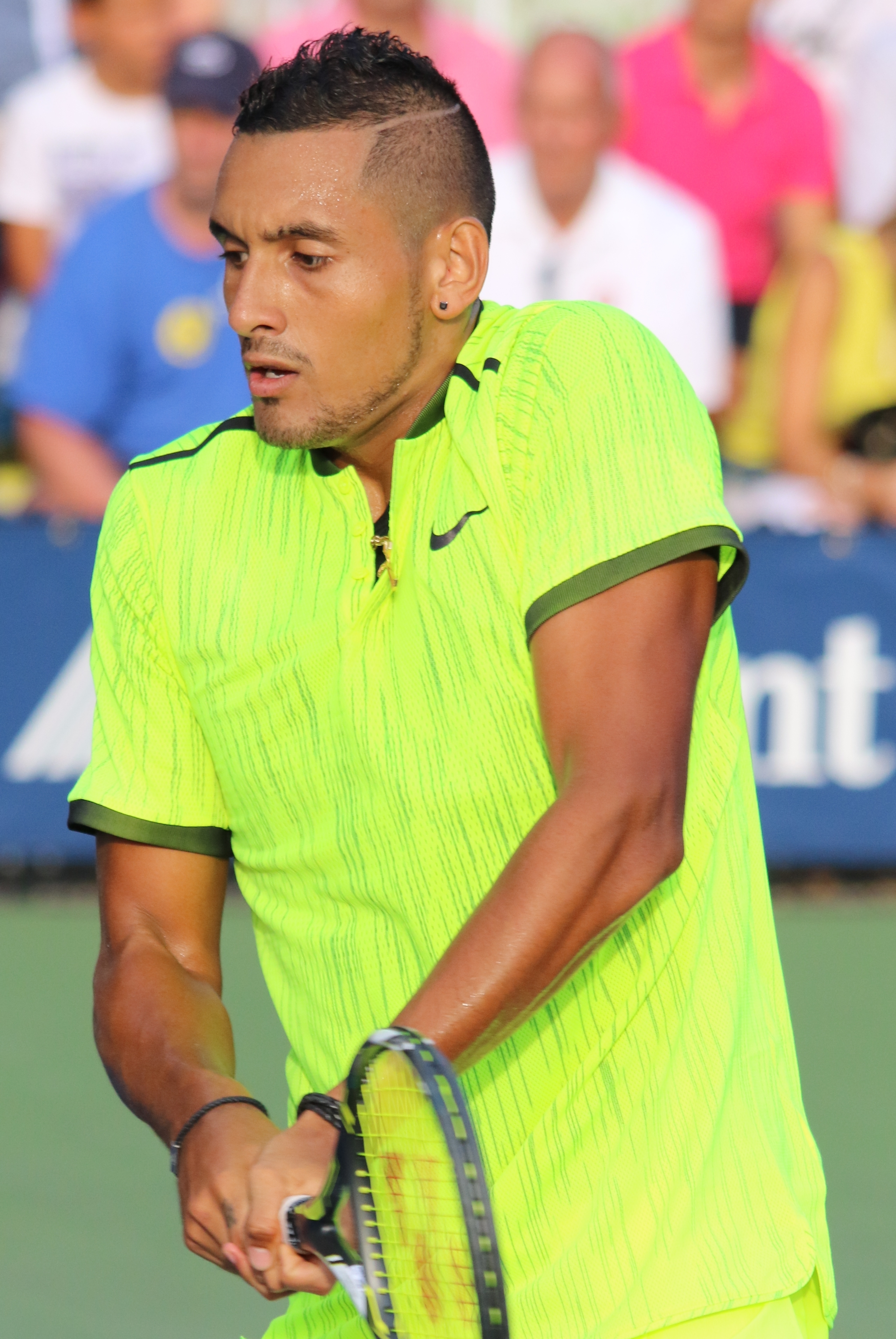
Kyrgios à l'US Open en 2016.

Lors de Wimbledon, il passe ses trois premiers tours en perdant un set contre Radek Štěpánek (6-4, 6-3, 69-7, 6-1), puis en étant mené deux sets à un contre Dustin Brown (67-7, 6-1, 2-6, 6-4, 6-4) et enfin face à Feliciano López (6-3, 62-7, 6-3, 6-4),. Mais il perd ensuite (5-7, 1-6, 4-6) sèchement contre le futur vainqueur Andy Murray, no 2 mondial.
Pour la tournée américaine, il perd de façon surprenante (62-7, 6-3, 3-6) contre le jeune Canadien de 17 ans Denis Shapovalov au Masters de Toronto. Une semaine après sa grosse désillusion, il participe au tournoi d'Atlanta. Il bat en deux manches Jared Donaldson, puis s'impose en 3 sets contre Fernando Verdasco (6-4, 65-7, 6-3) et Yoshihito Nishioka (6-3, 3-6, 6-3) pour se qualifier à sa seconde finale de l'année. Il fait face au local et triple tenant du titre, John Isner, qu'il bat (7-63, 7-64) en 1 h 47, ce qui lui permet de remporter le deuxième titre de sa saison. Kyrgios décide de ne pas disputer les Jeux olympiques de Rio de Janeiro en raison d'un conflit avec le comité olympique australien, ce qui provoque une nouvelle polémique .
À l'US Open, il doit abandonner au 3e tour face à l'Ukrainien Illya Marchenko à cause d'une blessure à la hanche. Il participe tout de même aux barrages de la Coupe Davis et remporte son match contre Andrej Martin.
Pour la tournée asiatique, il perd d'entrée à Chengdu contre Kevin Anderson (6-3, 66-7, 2-6). Il joue ensuite à Tokyo où il bat facilement le qualifié Ryan Harrison, puis profite du forfait de Radek Štěpánek et vainc (6-4, 6-2) Gilles Müller. Il se qualifie pour la finale en battant le 8e mondial, Gaël Monfils (6-4, 6-4),. Il y affronte le Belge David Goffin 14e mondial, qu'il bat en trois sets serrés (4-6, 6-3, 7-5) avec un total de 2 balles de breaks converties sur 13, pour remporter son 3e titre ATP et son premier ATP 500 en carrière,. Au Masters de Shanghai, il passe le premier tour en moins d'une heure contre Sam Querrey (6-4, 6-4), avant de balancer en moins d'une heure son match contre le qualifié Mischa Zverev (3-6, 1-6), montrant un manque de respect vis-à-vis du public et de son adversaire. Il est sanctionné par l'ATP à deux amendes d'un montant total de 41 500 dollars, doit consulter un psychologue et est suspendu trois semaines. Il finit donc son année prématurément sur un mauvais point mais il déclare qu'il « respecte et comprend la décision de l'ATP. Et il va utiliser cette période sans compétition pour s'améliorer sur et en dehors des courts ».

### 2017:1refinale en Masters 1000, mais déception en Grand Chelem
Début 2017, il participe à la Hopman Cup aux côtés de Daria Gavrilova comme l'année précédente, gagnant ses matchs contre Feliciano López (6-3, 6-4) et Adam Pavlásek (7-5, 6-4) mais perdant face à Jack Sock (2-6, 2-6) diminué par une blessure. À l'Open d'Australie, il perd prématurément au second tour contre Andreas Seppi (qu'il avait battu en 2015) dans un gros match en cinq manches (6-1, 7-61, 4-6, 2-6, 8-10) après avoir mené les débats d'un combat de 3 h 12 et désespère ses supporteurs.
Au tournoi de Marseille, en tant que tenant du titre, il passe ses deux premiers tours facilement mais perd en demi-finale contre Jo-Wilfried Tsonga (65-7, 6-2, 4-6) le futur vainqueur.
Durant le mois de mars, il se qualifie pour les demi-finales du tournoi d'Acapulco au Mexique, en battant Dudi Sela, Donald Young et surtout le no 2 mondial Novak Djokovic (7-69, 7-5) en 1 h 47, réalisant 25 aces. Il signe à 21 ans des victoires contre Rafael Nadal, Roger Federer et Novak Djokovic à leur première confrontation, une première depuis Lleyton Hewitt. Il perd au tour suivant (6-3, 1-6, 5-7) en 1 h 34 contre le futur vainqueur, l'Américain Sam Querrey.
Pour la tournée américaine, au Masters d'Indian Wells, il passe facilement son premier tour contre Horacio Zeballos, puis contre le jeune Alexander Zverev (6-3, 6-4). Avant d'affronter en huitièmes de finale et de battre à nouveau le Serbe Novak Djokovic (6-4, 7-63 alors 2e mondial) en 1 h 54 sans avoir laissé la moindre balle de break,. Il déclare forfait pour les quarts de finale, à cause d'une intoxication alimentaire, ne pouvant défendre ses chances contre Roger Federer. Au Masters de Miami, il réalise un autre belle semaine en passant Damir Džumhur (6-4, 6-3) après avoir été mené 2-4 dans le premier set avant de réagir. Par la suite il gagne ses trois matchs sans se faire breaker contre le grand serveur Ivo Karlović (6-4, 64-7, 7-62), en réalisant le seul break du match, et le 12e mondial, David Goffin (7-65, 6-3) se qualifiant pour un second quart de finale de Masters 1000 consécutif. Il bat ensuite l'Allemand 20e mondial Alexander Zverev, comme à Indian Wells en 3 sets (6-4, 69-7, 6-3) au bout de 2 h 33 d'effort d'un match à suspense et spectaculaire. Inscrivant même, le point du tournoi. De nouveau en demi-finale à Miami comme en 2016, il se frotte à Roger Federer dans un match dantesque, haletant et crispant en perdant la rencontre (69-7, 7-69, 65-7) après 3 h 10 de jeu, dans une ambiance incroyable avec le public.
En avril, il rejoint l'équipe australienne de Coupe Davis qui disputera les quarts de finale pour affronter les États-Unis menés par Jack Sock et John Isner. Il apporte le 3e point décisif en battant Sam Querrey (7-64, 6-3, 6-4) et qualifie ainsi l'Australie pour les demi-finales, où l'équipe australienne affrontera la Belgique en septembre prochain. Éprouvé par la fatigue après une Coupe Davis éreintante où il vient de battre John Isner et Sam Querrey, il déclare forfait pour le Masters de Monte-Carlo. Au Masters de Madrid, il se qualifie jusqu'en huitième, où il se fait facilement battre (3-6, 1-6) par le futur vainqueur Rafael Nadal sans opposer de résistance. Après avoir déclaré forfait à Rome, il participe au tournoi de Lyon mais s'incline d'entrée contre le qualifié Nicolás Kicker en trois sets. Enfin à Roland-Garros, après avoir battu Philipp Kohlschreiber, il perd et déçoit à nouveau en Grand Chelem contre Kevin Anderson (7-5, 4-6, 1-6, 2-6). Sur gazon, le constat est le même entre sa blessure à la hanche et son inconstance, au Queen's et à Wimbledon, il abandonne au premier tour sur chacun de ses tournois.

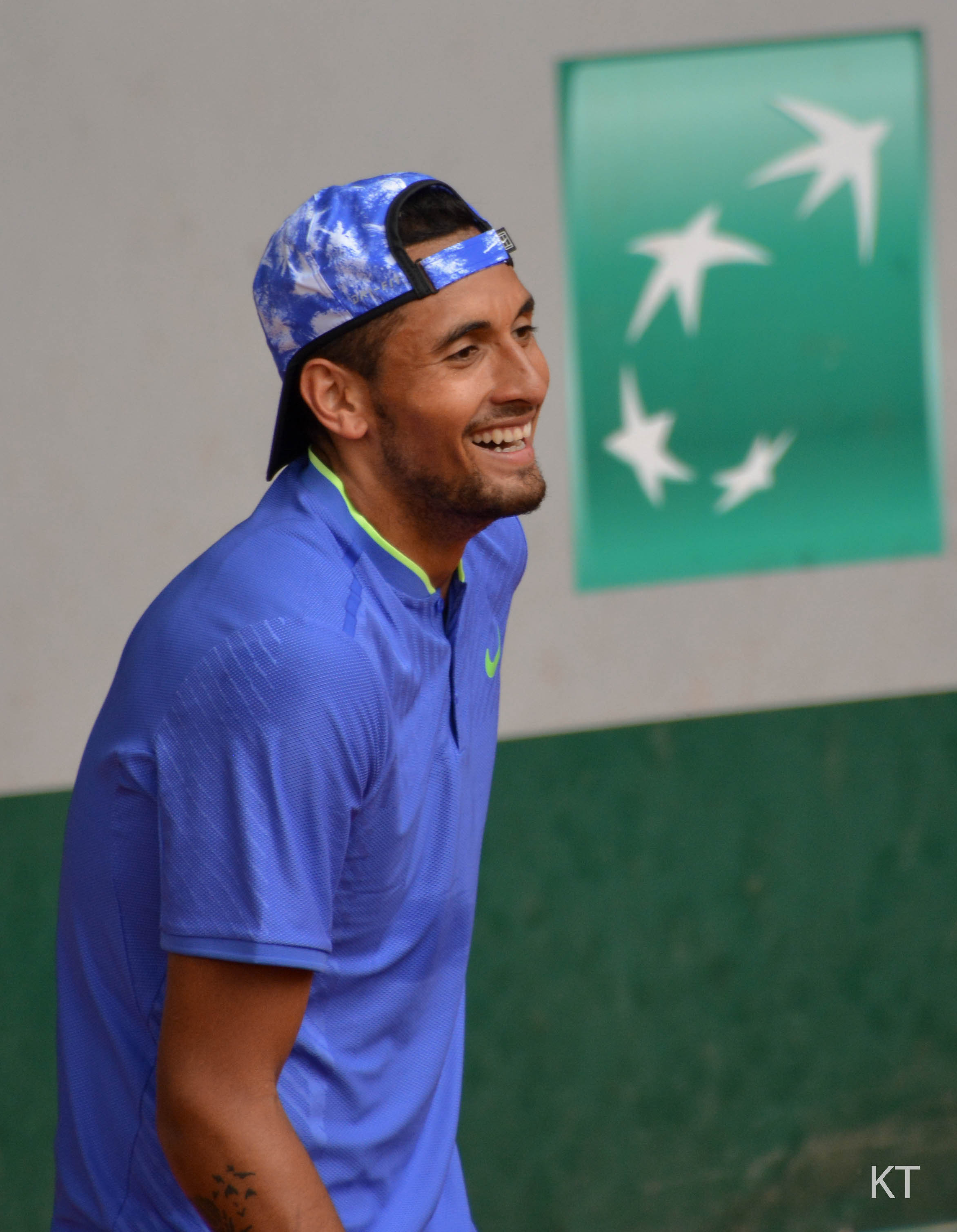
Kyrgios à Roland-Garros en 2017.

Pour le début de la tournée américaine, il abandonne d'entrée à l'Open de Washington face à Tennys Sandgren, puis perd en huitième de finale au Masters du Canada pour la première fois (4-6, 3-6) face à Alexander Zverev, le futur vainqueur du tournoi. Kyrgios réalise ensuite un gros tournoi au Masters de Cincinnati malgré ses blessures et problèmes personnels de ces dernières semaines. Il bat d'abord avec facilité (6-2, 6-3), la tête de série numéro 9, David Goffin, puis Alexandr Dolgopolov (6-3, 7-66) avec comme particularité, qu'ils ont joué quelques points avec des balles utilisées sur le circuit féminin, donc plus légères. À cause de la pluie, il doit jouer les huitièmes et quarts le même jour. Il passe l'obstacle Ivo Karlović (4-6, 7-66, 6-3) avec juste deux breaks dans la partie, avant de vaincre la tête de série numéro 2 et futur no 1 mondial, Rafael Nadal (6-2, 7-5), se qualifiant pour les demi-finales. Événement, aucun membre du Big Four n'est présent à ce stade, s'agissant seulement de la 3e fois après Paris-Bercy 2008 et 2012 ; et aucun membre du top 10 présent en demi-finale, une première depuis Hambourg 2006. Il vainc en deux tie-breaks l'Espagnol David Ferrer revenu à un excellent niveau depuis quelques semaines, (7-63, 7-64) après 2 h 4 de jeu pour atteindre sa première finale en Masters 1000 ; où selon l'Australien il n'« a pas joué son meilleur tennis ». Il signe pour un Australien, la première finale en Masters 1000 depuis Lleyton Hewitt au Masters d'Indian Wells 2005. Côté chiffres, cette finale est inédite avec un duel contre le 11e mondial, Grigor Dimitrov. Dimitrov et Kyrgios deviennent les cinquième et sixième joueurs des années 1990 à atteindre la finale d'un Masters 1000 (après Jerzy Janowicz, Milos Raonic, Dominic Thiem et Alexander Zverev). C'est une finale inédite entre deux joueurs nés dans les années 1990 et la première finale de Masters 1000 entre deux novices à ce stade depuis 15 ans, et la finale de Toronto 2002 entre Guillermo Cañas et Andy Roddick. Nick Kyrgios perd face au Bulgare (3-6, 5-7) en 1 h 25. Il a été trop juste physiquement pour défendre pleinement ses chances après ses précédents matchs. Après la rencontre, il explique qu'il s'est « physiquement senti très fatigué ».
À l'US Open, Nick Kyrgios fait partie des outsiders. Il déçoit cependant en s'inclinant dès le premier tour contre son compatriote John Millman (3-6, 6-1, 4-6, 1-6), montrant beaucoup de frustration à cause de son épaule droite touchée. Après le match, il accuse le coup, et déclare que son entraîneur mérite mieux que lui. Le week-end suivant, pour la demi-finale de Coupe Davis contre la Belgique, il se montre sérieux et fait de la Coupe Davis un objectif majeur. Il bat pour son premier match Steve Darcis (6-3, 3-6, 65-7, 6-1, 6-2) après avoir remonté un handicap d'un set. Il déclare que « c'est une des plus belles victoires de sa carrière ». Pour le second simple, il s'incline cependant face à David Goffin (7-64, 4-6, 4-6, 4-6) contre qui il n'avait jamais perdu. La rencontre se joue en Belgique sur terre battue, mais il avoue que le Belge était meilleur. L'Australie s'incline 2-3 après que Jordan Thompson se soit incliné pour le dernier match, stoppant son parcours aux portes de la finale.
Quelques jours plus tard du 22 au 24 septembre, il participe à la Laver Cup sous l'impulsion de Roger Federer, dans l'équipe Monde. Il gagne son premier double avec Jack Sock contre Tomáš Berdych et Rafael Nadal (6-3, 67-7, [10-7]), puis le second jour, s'impose face à Tomáš Berdych (4-6, 7-64, [10-6]). Le dernier jour, dans un match intense, à suspense et avec beaucoup d'émotions à la fin duquel, il laisse couler quelques larmes, il s'incline contre Roger Federer (6-4, 66-7, [9-11]). L'équipe Monde s'incline finalement 9 à 15.
Il reprend pour la tournée asiatique avec le tournoi de Pékin. Il passe Nikoloz Basilashvili, Mischa Zverev et Steve Darcis en perdant un seul set pour atteindre le dernier carré. Il vainc le 4e mondial, Alexander Zverev (6-3, 7-5) avec un service performant pour arriver en finale,. Il s'incline lourdement (2-6, 1-6) en 1 h 32 face au no 1 mondial, Rafael Nadal dans un match où il a été perturbé par un problème d'arbitrage. Il révèle après coup que son adversaire l'a « détruit, qu'il était trop fort ». Au Masters de Shanghai, Nick Kyrgios abandonne sans raison sous les sifflets du public contre Steve Johnson après la perte du premier set. Il s'excuse en conférence de presse en expliquant qu'il ne se sentait pas très bien. À cause de cet abandon, il est condamné à 10 000 dollars d'amende et privé de sa prime de participation au 1er tour du tournoi, d'un montant de 21 085 dollars, pour comportement anti-sportif.
Pour la tournée en salle, il demande une wild card pour Anvers mais perd d'entrée face au local Ruben Bemelmans (7-63, 3-6, 3-6). À l'issue du tournoi, alors blessé à la hanche depuis plusieurs mois, il met un terme à sa saison pour se préparer pour 2018.

### 2018:1ertitre dans son pays et 1/8 de finale à l'Open d'Australie
Nick Kyrgios commence sa saison 2018 à l'Open de Brisbane. Il bat avec difficulté son compatriote Matthew Ebden, puis Alexandr Dolgopolov, avant de vaincre le 3e mondial, Grigor Dimitrov (3-6, 6-1, 6-4) pour atteindre la finale. Il remporte le titre facilement contre Ryan Harrison (6-4, 6-2) et s'impose pour la première fois dans son pays.
À l'Open d'Australie, Nick Kyrgios est considéré comme un outsider sérieux. Après deux tours maîtrisés en trois sets face à Rogério Dutra Silva et Viktor Troicki, il bat la tête de série numéro 15, son idole le Français Jo-Wilfried Tsonga en quatre manches au terme d'un match de haut niveau (7-65, 4-6, 7-66, 7-65). En huitièmes de finale, il affronte à nouveau Grigor Dimitrov qui prend sa revanche de Brisbane dans une rencontre choc. Il se fait éliminer en quatre sets (63-7, 64-7, 6-4, 64-7) en 3 h 26 d'un match intense et haletant,.
Après l'Open d'Australie, Nick Kyrgios représente l'Australie en quart de finale de la Coupe Davis face à l'Allemagne. Après une victoire sèche en trois sets contre Jan-Lennard Struff, il s'incline également en trois sets face à Alexander Zverev.
Lors du Masters 1000 de Miami, il retrouve Zverev en huitième de finale, après des succès face à Dušan Lajović au premier tour et un match maîtrisé face à Fabio Fognini. Comme lors de la rencontre en Coupe Davis, il s'incline sans prendre de set au jeune Allemand.
Après la tournée sur dur, Kyrgios entame la saison sur terre battue à Houston. Après avoir perdu le premier set au tie-break, il remporte relativement facilement le premier tour face à Bjorn Fratangelo, remportant les deuxième et troisième set sur le score de 6-1 puis 6-2. Il s'incline toutefois au second tour face au croate Ivo Karlović dans un duel de serveurs surprenant qui se conclut sur le score de (6-3, 2-6, 3-6) en faveur de celui qui est considéré comme l'un des meilleurs serveurs de l'histoire. À la suite de cet échec, il fait l'impasse sur le reste de la saison sur terre, à l'exception d'une participation au tournoi de double de l'Open de Lyon, qu'il remporte aux côtés de son ami américain Jack Sock.
Il fait son retour en simple lors du tournoi de Stuttgart. Sur sa surface de prédilection, le gazon, il remporte le deuxième tour et son quart de finale en trois sets, respectivement contre Maximilian Marterer et Feliciano López. En demi-finale il affronte le Suisse Roger Federer. Après avoir remporté le premier set au tie-break, il laisse échapper le second set, concédant deux breaks. Le match se décide au tie-break dans le troisième set et voit la victoire du Suisse, qui lui permet de retrouver la place de numéro un mondial. Au tournoi du Queen's, Nick Kyrgios débute en s'imposant pour la première fois contre le Britannique Andy Murray (2-6, 7-64, 7-5), de retour à la compétition après presque un an d'absence. Il enchaîne ensuite avec des succès contre Kyle Edmund (7-63, 65-7, 6-3) et Feliciano López (7-65, 7-63) après avoir claqué 32 aces. En demi-finale, il s'incline face au futur vainqueur du tournoi et 6e mondial, Marin Čilić au terme de deux tie-breaks. Derrière à Wimbledon, il tombe sans combattre (1-6, 63-7, 4-6) contre la tête de série numéro 24, Kei Nishikori au 3e tour.
En août au Masters de Cincinnati alors finaliste sortant, Kyrgios se présente sans résultat. Il passe difficilement le qualifié Denis Kudla en trois manches, puis de nouveau en trois sets face à Borna Ćorić (7-61, 0-6, 6-3) ; avant de s'incliner en 1/8 de finale (64-7, 7-66, 2-6) contre le 3e mondial, Juan Martín del Potro. À l'US Open, après ses premiers tours, il tombe (4-6, 1-6, 5-7) plutôt sèchement au 3e tour face au no 2 mondial, Roger Federer. Son match contre le Français Pierre-Hugues Herbert, l'Australien se fait encourager par l'arbitre de chaise Mohamed Lahyani.
Kyrgios met fin à sa saison au Tournoi de Moscou en déclarant forfait avant son second tour. Finissant cette année en dehors du top 30 et avec des résultats plutôt décevants.

### 2019: deux titres ATP 500
Retombé à la 72e place mondiale à cause de blessures, son manque de sérieux pour le tennis et ses déboires, Nick Kyrgios commence le tournoi du Mexique sans référence ni repère. Il passe sans encombre au 1er tour l'Italien Andreas Seppi (6-3, 7-5) pour par la suite affronter la tête de série numéro 1 et no 2 mondial, Rafael Nadal. Au terme d'une rencontre haletante de trois heures de jeu, marqué par des sifflements et des huées du public contre le joueur Australien pour son comportement, il s'impose dans cette ambiance électrique (3-6, 7-62, 7-66) pour se hisser en quart de finale. Il arrive à enchaîner en venant à bout en deux heure et demie du Suisse Stanislas Wawrinka (7-5, 63-7, 6-4) après de nouveaux sifflets à la sortie du court. C'est la première fois depuis un an que le joueur de Canberra atteint le dernier carré d'un tournoi sur dur. Il avoue en conférence de presse qu'il « joue mieux quand la foule est contre lui ». Confirmant sa forme de la semaine, il passe le 9e mondial, John Isner son 2e top 10 pour se qualifier pour la finale. Au terme d'un 3e gros match d'affilée (7-5, 5-7, 7-67) de 2 h 21 de jeu, l'Australien a patienté pour finalement s'imposer et sortir du court sans sifflets. Il fait face au 3e mondial Alexander Zverev, s'imposant facilement (6-3, 6-4) en une heure et demie pour s'offrir son 3e top 10 de la semaine. Il remporte son 5e titre, son 2e tournoi ATP 500 et le plus prestigieux au vu de son parcours. Cette victoire lui fait faire un bond de 41 places au classement ATP pour se replacer à la 31e place mondiale.

### 2020-2021
Nick Kyrgios annonce qu'il ne participera pas à Roland-Garros à cause du Covid-19.

### 2022:1ertitre en Grand Chelem en double et1refinale en Grand Chelem en simple
Nick Kyrgios fait son retour à la compétition en janvier 2022, à l'Open d'Australie, après avoir déclaré forfait aux tournois de Melbourne et Sydney où il avait bénéficié d'une wild card. En simple, il s'incline au deuxième tour face au numéro 2 mondial Daniil Medvedev, à qui il réussit néanmoins à prendre un set (6-7, 4-6, 6-4, 2-6). En double, il parvient jusqu'en finale avec son compatriote Thanasi Kokkinakis. Ils réalisent un exploit en éliminant plusieurs têtes de séries pour devenir les premières wild-card à remporter ce Grand Chelem depuis le début de l'ère Open en se défaisant de la paire formée par Matthew Ebden et Max Purcell (7-5, 6-4). Ils sont les premiers vainqueurs Australiens depuis Todd Woodbridge et Mark Woodforde en 1997.
En mars, il continue sa saison au tournoi d'Indian Wells, où il bat consécutivement Sebastián Báez (6-4, 6-0), Federico Delbonis (6-2, 6-2) et Casper Ruud (6-4, 6-4). En huitièmes de finale, il bénéficie du forfait de Jannik Sinner, ce qui lui permet de se qualifier sans jouer en quarts de finale, où il s'incline finalement face à Rafael Nadal (6-7, 7-5, 4-6). Il enchaîne ensuite avec le tournoi de Miami, où il arrive en huitièmes de finale après avoir battu Adrian Mannarino (7-6, 6-3), Andrey Rublev (6-3, 6-0) et Fabio Fognini (6-2, 6-4). Il affronte alors Jannik Sinner qui met fin à son parcours (6-7, 3-6).
En juin, il atteint les demi-finales du tournoi de Halle, en écartant notamment Stéfanos Tsitsipás, 6e joueur mondial, et Pablo Carreño Busta. Il est éliminé ensuite par Hubert Hurkacz.
Occupant la 40e place du classement ATP en arrivant à Wimbledon, il se qualifie pour la première fois de sa carrière en finale d'un tournoi du Grand Chelem. Il s'incline en quatre sets face au tenant du titre, le Serbe Novak Djokovic (6-4, 3-6, 4-6, 6-7).
Un mois plus tard, il commence sa saison sur le sol américain sur les chapeaux de roue en remportant le titre en double au tournoi d'Atlanta avec Thanasi Kokkinakis face à leurs compatriotes Jason Kubler et John Peers (7-6, 7-5). Il enchaîne la semaine suivante en remportant le tournoi de Washington pour la deuxième fois de sa carrière après avoir éliminé Marcos Giron (6-3, 6-2), Tommy Paul (6-3, 6-4), Reilly Opelka (7-6, 6-2), Frances Tiafoe (6-7, 7-6, 6-2) et Mikael Ymer (7-6, 6-3) et en finale Yoshihito Nishioka (6-4, 6-3). Il gagne également la compétition en double, en équipe avec Jack Sock cette fois-ci.
Viennent ensuite deux Masters 1000 d'affilée, à commencer par le Masters du Canada. Il élimine Sebastián Báez au premier tour (6-4, 6-4), avant de se défaire du numéro un mondial, Daniil Medvedev (6-7, 6-4, 6-2) en seizième de finale. Il bat ensuite son compatriote Alex de Minaur (6-2, 6-3) mais échoue en quarts de finale face à Hubert Hurkacz (6-7, 7-6, 1-6). La semaine suivante, il se fait éliminer au deuxième tour du Masters de Cincinnati par Taylor Fritz (6-3, 6-2).
Ses récentes performances lui permettent d'arriver à l'US Open en tant que tête de série no 23. Il a le malheur de devoir affronter au premier tour son compatriote et meilleur ami Thanasi Kokkinakis, dont il se défait (6-3, 6-4, 7-6). S'ensuivent des victoires face à Benjamin Bonzi (7-6, 6-4, 4-6, 6-4) puis Jeffrey John Wolf (6-4, 6-2, 6-3). En huitième de finale, il se retrouve à nouveau face à Daniil Medvedev, numéro un mondial. Il s'en défait pour la deuxième fois en l'espace de trois semaines, en quatre sets (7-6, 3-6, 6-3, 6-2). En quarts de finale, il affronte le Russe Karen Khachanov, tête de série no 27. Annoncé largement favori au vu de ses récents résultats, Kyrgios doit finalement s'incliner à l'issue d'un match très serré en cinq sets (5-7, 6-4, 5-7, 7-6, 4-6). Également engagé en double avec Thanasi Kokkinakis, leur parcours s'arrête en huitième de finale.
Début octobre, il se qualifie en quarts de finale du tournoi de Tokyo mais déclare forfait à la suite d'une douleur au genou. À la suite de cette blessure au genou (kyste au ménisque gauche), il manque la fin de la saison.

### 2023-2024: blessure qui le tient à l'écart du circuit
À cause de sa blessure au genou, Nick Kyrgios manque le début de la saison.
Début juin, il fait son retour au tournoi de Stuttgart face au Chinois Wu Yibing. Il s'incline (7-5, 6-3), toujours affaibli physiquement à cause de son genou mais en montrant un bon niveau au service (15 aces). Il déclare ensuite forfait pour le tournoi de Halle. Il se blesse ensuite lors d'un entraînement au All England Club. Atteint d'une rupture du ligament interosseux scapho-lunaire, ce traumatisme est traité par chirurgie. Son poignet est immobilisé durant six semaines puis il peut le solliciter au bout de quatre mois. Son chirurgien considère qu'il peut envisager de revenir au haut niveau un an après cette opération.
Le 18 octobre 2023 et après une inactivité trop conséquente, Nick Kyrgios est retiré officiellement du classement ATP, faute de points. En novembre, il commente le Masters pour Tennis Channel. Il est également consultant pour des chaînes de télévision en 2024 lors de l'Open d'Australie et du tournoi de Wimbledon. 

## Palmarès

### Titres en simple messieurs
| No | Date       | Nom et lieu du tournoi                         | Catégorie | Dotation    | Surface    | Finaliste          | Score         |          |
| -- | ---------- | ---------------------------------------------- | --------- | ----------- | ---------- | ------------------ | ------------- | -------- |
| 1  | 15-02-2016 | Open 13 Provence, Marseille                    | ATP 250   | 596 790 €   | Dur (int.) | Marin Čilić        | 6-2, 7-63     | Parcours |
| 2  | 01-08-2016 | BB&T Atlanta Open, Atlanta                     | ATP 250   | 618 030 $   | Dur (ext.) | John Isner         | 7-63, 7-64    | Parcours |
| 3  | 03-10-2016 | Rakuten Japan Open Tennis Championships, Tokyo | ATP 500   | 1 368 605 $ | Dur (ext.) | David Goffin       | 4-6, 6-3, 7-5 | Parcours |
| 4  | 31-12-2017 | Brisbane International by Suncorp, Brisbane    | ATP 250   | 468 910 $   | Dur (ext.) | Ryan Harrison      | 6-4, 6-2      | Parcours |
| 5  | 25-02-2019 | Abierto Mexicano Telcel, Acapulco              | ATP 500   | 1 780 060 $ | Dur (ext.) | Alexander Zverev   | 6-3, 6-4      | Parcours |
| 6  | 29-07-2019 | Citi Open, Washington                          | ATP 500   | 1 895 290 $ | Dur (ext.) | Daniil Medvedev    | 7-66, 7-64    | Parcours |
| 7  | 01-08-2022 | Citi Open, Washington                          | ATP 500   | 1 953 285 $ | Dur (ext.) | Yoshihito Nishioka | 6-4, 6-3      | Parcours |

### Finales en simple messieurs
| No | Date       | Nom et lieu du tournoi              | Catégorie    | Dotation     | Surface      | Vainqueur       | Score               |          |
| -- | ---------- | ----------------------------------- | ------------ | ------------ | ------------ | --------------- | ------------------- | -------- |
| 1  | 27-04-2015 | Millenium Estoril Open, Estoril     | ATP 250      | 439 405 €    | Terre (ext.) | Richard Gasquet | 6-3, 6-2            | Parcours |
| 2  | 13-08-2017 | Western & Southern Open, Cincinnati | Masters 1000 | 4 973 120 $  | Dur (ext.)   | Grigor Dimitrov | 6-3, 7-5            | Parcours |
| 3  | 02-10-2017 | China Open, Pékin                   | ATP 500      | 3 028 080 $  | Dur (ext.)   | Rafael Nadal    | 6-2, 6-1            | Parcours |
| 4  | 27-06-2022 | The Championships, Wimbledon        | G. Chelem    | 18 652 000 £ | Gazon (ext.) | Novak Djokovic  | 4-6, 6-3, 6-4, 7-63 | Parcours |

### Titres en double messieurs
| No | Date       | Nom et lieu du tournoi                   | Catégorie | Dotation       | Surface      | Partenaire         | Finalistes                    | Score            |          |
| -- | ---------- | ---------------------------------------- | --------- | -------------- | ------------ | ------------------ | ----------------------------- | ---------------- | -------- |
| 1  | 20-05-2018 | Open Parc Auvergne-Rhône-Alpes Lyon Lyon | ATP 250   | 501 345 €      | Terre (ext.) | Jack Sock          | Roman Jebavý Matwé Middelkoop | 7-5, 2-6, [11-9] | Parcours |
| 2  | 19-01-2022 | Australian Open Melbourne                | G. Chelem | 33 784 200 AU$ | Dur (ext.)   | Thanasi Kokkinakis | Matthew Ebden Max Purcell     | 7-5, 6-4         | Parcours |
| 3  | 25-07-2022 | Atlanta Open Atlanta                     | ATP 250   | 708 530 $      | Dur (ext.)   | Thanasi Kokkinakis | Jason Kubler John Peers       | 7-64, 7-5        | Parcours |
| 4  | 01-08-2022 | Citi Open Washington                     | ATP 500   | 1 953 285 $    | Dur (ext.)   | Jack Sock          | Ivan Dodig Austin Krajicek    | 7-5, 6-4         | Parcours |

## Parcours dans les tournois duGrand Chelem

### Finale (1)
| Année | Tournoi   | Adversaire en finale | Score               |
| 2022  | Wimbledon | Novak Djokovic       | 6-4, 3-6, 4-6, 63-7 |

### En simple
| Année | Open d'Australie | Open d'Australie | Internationaux de France | Internationaux de France | Wimbledon       | Wimbledon          | US Open         | US Open          |
| ----- | ---------------- | ---------------- | ------------------------ | ------------------------ | --------------- | ------------------ | --------------- | ---------------- |
| 2013  | —                | —                | 2e tour (1/32)           | Marin Čilić              | —               | —                  | 1er tour (1/64) | David Ferrer     |
| 2014  | 2e tour (1/32)   | Benoît Paire     | 1er tour (1/64)          | Milos Raonic             | 1/4 de finale   | Milos Raonic       | 3e tour (1/16)  | Tommy Robredo    |
| 2015  | 1/4 de finale    | Andy Murray      | 3e tour (1/16)           | Andy Murray              | 1/8 de finale   | Richard Gasquet    | 1er tour (1/64) | Andy Murray      |
| 2016  | 3e tour (1/16)   | Tomáš Berdych    | 3e tour (1/16)           | Richard Gasquet          | 1/8 de finale   | Andy Murray        | 3e tour (1/16)  | Illya Marchenko  |
| 2017  | 2e tour (1/32)   | Andreas Seppi    | 2e tour (1/32)           | Kevin Anderson           | 1er tour (1/64) | P.-H. Herbert      | 1er tour (1/64) | John Millman     |
| 2018  | 1/8 de finale    | Grigor Dimitrov  | —                        | —                        | 3e tour (1/16)  | Kei Nishikori      | 3e tour (1/16)  | Roger Federer    |
| 2019  | 1er tour (1/64)  | Milos Raonic     | —                        | —                        | 2e tour (1/32)  | Rafael Nadal       | 3e tour (1/16)  | Andrey Rublev    |
| 2020  | 1/8 de finale    | Rafael Nadal     | —                        | —                        | Annulé          | Annulé             | —               | —                |
| 2021  | 3e tour (1/16)   | Dominic Thiem    | —                        | —                        | 3e tour (1/16)  | F. Auger-Aliassime | 1er tour (1/64) | R. Bautista-Agut |
| 2022  | 2e tour (1/32)   | Daniil Medvedev  | —                        | —                        | Finale          | Novak Djokovic     | 1/4 de finale   | Karen Khachanov  |
|       |                  |                  |                          |                          |                 |                    |                 |                  |
| 2025  | 1er tour (1/64)  | Jacob Fearnley   | —                        | —                        | —               | —                  |                 |                  |

N.B. : à droite du résultat se trouve le nom de l'ultime adversaire.

### En double messieurs
| Année | Open d'Australie                                                                                | Open d'Australie                                                                      | Internationaux de France                                                            | Internationaux de France | Wimbledon                                                                        | Wimbledon                                                                      | US Open                                                                                 | US Open |
| ----- | ----------------------------------------------------------------------------------------------- | ------------------------------------------------------------------------------------- | ----------------------------------------------------------------------------------- | ------------------------ | -------------------------------------------------------------------------------- | ------------------------------------------------------------------------------ | --------------------------------------------------------------------------------------- | ------- |
| 2013  | 1er tour (1/32) T. Kokkinakis \|\| style="text-align:left;" \| Rohan Bopanna Rajeev Ram         | —                                                                                     | —                                                                                   | —                        | —                                                                                | —                                                                              | —                                                                                       |         |
| 2014  | —                                                                                               | —                                                                                     | —                                                                                   | —                        | —                                                                                | —                                                                              | 1er tour (1/32) B. Tomic \|\| style="text-align:left;" \| M. Granollers Marc López      |         |
| 2015  | 1er tour (1/32) T. Kokkinakis \|\| style="text-align:left;" \| Andrey Golubev Denis Istomin     | 1er tour (1/32) M. Bhupathi \|\| style="text-align:left;" \| T. Kokkinakis L. Pouille | —                                                                                   | —                        | —                                                                                | —                                                                              |                                                                                         |         |
| 2016  | 1er tour (1/32) Omar Jasika \|\| style="text-align:left;" \| Rohan Bopanna Florin Mergea        | 1er tour (1/32) A. Zverev \|\| style="text-align:left;" \| P. Carreño D. Marrero      | —                                                                                   | —                        | 1/8 de finale Daniel Evans \|\| style="text-align:left;" \| Łukasz Kubot A. Peya |                                                                                |                                                                                         |         |
| 2017  | —                                                                                               | —                                                                                     | 1/8 de finale J. Thompson \|\| style="text-align:left;" \| S. González Donald Young | —                        | —                                                                                | 2e tour (1/16) Matt Reid \|\| style="text-align:left;" \| Bob Bryan Mike Bryan |                                                                                         |         |
| 2018  | 2e tour (1/16) Matt Reid \|\| Forfait                                                           | —                                                                                     | —                                                                                   | —                        | —                                                                                | —                                                                              | —                                                                                       |         |
| 2019  | 1er tour (1/32) Matt Reid \|\| style="text-align:left;" \| Ivan Dodig É. Roger-Vasselin         | —                                                                                     | —                                                                                   | —                        | —                                                                                | 2e tour (1/16) Marius Copil \|\| Forfait                                       |                                                                                         |         |
| 2021  | 2e tour (1/16) T. Kokkinakis \|\| style="text-align:left;" \| Wesley Koolhof Łukasz Kubot       | —                                                                                     | —                                                                                   | —                        | —                                                                                | —                                                                              | —                                                                                       |         |
| 2022  | Victoire T. Kokkinakis                                                                          | Matthew Ebden Max Purcell                                                             | —                                                                                   | —                        | —                                                                                | —                                                                              | 1/8 de finale T. Kokkinakis \|\| style="text-align:left;" \| L. Glasspool H. Heliövaara |         |
|       |                                                                                                 |                                                                                       |                                                                                     |                          |                                                                                  |                                                                                |                                                                                         |         |
| 2025  | 1er tour (1/32) T. Kokkinakis \|\| style="text-align:left;" \| James Duckworth Aleksandar Vukic | —                                                                                     | —                                                                                   | —                        | —                                                                                |                                                                                |                                                                                         |         |

N.B. : le nom du partenaire se trouve sous le résultat ; les noms des ultimes adversaires se trouvent à droite.

### En double mixte
| Année | Open d'Australie                                                                        | Open d'Australie        | Internationaux de France | Internationaux de France | Wimbledon                                                                        | Wimbledon                  | US Open                   | US Open                     |
| ----- | --------------------------------------------------------------------------------------- | ----------------------- | ------------------------ | ------------------------ | -------------------------------------------------------------------------------- | -------------------------- | ------------------------- | --------------------------- |
| 2014  | 1er tour (1/16) Arina Rodionova                                                         | K. Peschke M. Matkowski | —                        | —                        | —                                                                                | —                          | —                         | —                           |
| 2015  | —                                                                                       | —                       | —                        | —                        | 2e tour (1/16) Madison Keys                                                      | A. Hlaváčková Łukasz Kubot | 2e tour (1/8) E. Bouchard | Martina Hingis Leander Paes |
| 2016  | 1er tour (1/16) A. Tomljanović                                                          | Sania Mirza Ivan Dodig  | —                        | —                        | —                                                                                | —                          | —                         | —                           |
| 2019  | —                                                                                       | —                       | —                        | —                        | 1er tour (1/32) D. Krawczyk \|\| style="text-align:left;" \| J. Brady M. Daniell | —                          | —                         |                             |
| 2020  | 2e tour (1/8) A. Anisimova \|\| style="text-align:left;" \| B. Krejčíková Nikola Mektić | Annulé                  | Annulé                   | Annulé                   | Annulé                                                                           | Annulé                     | Annulé                    |                             |

N.B. : le nom de la partenaire se trouve sous le résultat ; les noms des ultimes adversaires se trouvent à droite.

## Participation auMasters

### En double
| Année | Ville | Surface    | Partenaire         | Résultats | Résultat final    |
| ----- | ----- | ---------- | ------------------ | --------- | ----------------- |
| 2022  | Turin | Dur (int.) | Thanasi Kokkinakis | 1v, 2d    | Éliminé en poules |

## Parcours dans lesMasters 1000

### En simple
| Année | Indian Wells              | Miami                   | Monte-Carlo | Madrid                     | Rome                   | Canada                   | Cincinnati                    | Shanghai             | Paris |
| ----- | ------------------------- | ----------------------- | ----------- | -------------------------- | ---------------------- | ------------------------ | ----------------------------- | -------------------- | ----- |
| 2014  | —                         | —                       | —           | —                          | —                      | 2e tour A. Murray        | —                             | —                    | —     |
| 2015  | 2e tour G. Dimitrov       | —                       | —           | 1/8 de finale J. Isner     | 1er tour F. López      | 1/8 de finale J. Isner   | 1er tour R. Gasquet           | 2e tour K. Nishikori | —     |
| 2016  | 2e tour A. Ramos          | 1/2 finale K. Nishikori | —           | 1/4 de finale K. Nishikori | 1/8 de finale R. Nadal | 1er tour D. Shapovalov   | 2e tour B. Ćorić              | 2e tour M. Zverev    | —     |
| 2017  | 1/4 de finale Forfait     | 1/2 finale R. Federer   | —           | 1/8 de finale R. Nadal     | —                      | 1/8 de finale A. Zverev  | Finale G. Dimitrov            | 1er tour S. Johnson  | —     |
| 2018  | —                         | 1/8 de finale A. Zverev | —           | —                          | —                      | 1er tour S. Wawrinka     | 1/8 de finale J. M. del Potro | 1er tour B. Klahn    | —     |
| 2019  | 2e tour P. Kohlschreiber  | 1/8 de finale B. Ćorić  | —           | 1er tour J.-L. Struff      | 2e tour C. Ruud        | 1er tour K. Edmund       | 2e tour K. Khachanov          | —                    | —     |
| 2021  | —                         | —                       | —           | —                          | —                      | 1er tour R. Opelka       | —                             | n.o.                 | —     |
| 2022  | 1/4 de finale R. Nadal    | 1/8 de finale J. Sinner | —           | —                          | —                      | 1/4 de finale H. Hurkacz | 2e tour T. Fritz              | n.o.                 | —     |
|       |                           |                         |             |                            |                        |                          |                               |                      |       |
| 2025  | 1er tour v. d. Zandschulp | 2e tour K. Khachanov    | —           | —                          | —                      | —                        | —                             |                      |       |

N.B. : sous le résultat se trouve le nom de l’ultime adversaire.

## Parcours enCoupe Davis
| #                                                                                 | Date             | Lieu             | Surface             | Gagnant(s)                           | Perdant(s)                  | Score                    |          |
|                                                                                   |                  |                  |                     |                                      |                             |                          |          |
| 2013 - play-off (groupe mondial) - Pologne - Australie 1 : 4                      |                  |                  |                     |                                      |                             |                          |          |
| 1                                                                                 | 13-15/09/2013    | Varsovie         | Terre battue (int.) | Mariusz Fyrstenberg Marcin Matkowski | Chris Guccione Nick Kyrgios | 5-7, 6-4, 6-2, 65-7, 6-4 | Parcours |
| 1                                                                                 | 13-15/09/2013    | Varsovie         | Terre battue (int.) | Nick Kyrgios                         | Michał Przysiężny           | 4-1 ab.                  | Parcours |
|                                                                                   |                  |                  |                     |                                      |                             |                          |          |
| 2014 - 1er tour (groupe mondial) - France - Australie 5 : 0                       |                  |                  |                     |                                      |                             |                          |          |
| 2                                                                                 | 31/01-02/02/2014 | La Roche-sur-Yon | Terre battue (int.) | Richard Gasquet                      | Nick Kyrgios                | 7-63, 6-2, 6-2           | Parcours |
| 2                                                                                 | 31/01-02/02/2014 | La Roche-sur-Yon | Terre battue (int.) | Gaël Monfils                         | Nick Kyrgios                | 7-65, 6-4                | Parcours |
|                                                                                   |                  |                  |                     |                                      |                             |                          |          |
| 2014 - play-off (groupe mondial) - Australie - Ouzbékistan 5 : 0                  |                  |                  |                     |                                      |                             |                          |          |
| 3                                                                                 | 12-14/09/2014    | Perth            | Gazon (ext.)        | Nick Kyrgios                         | Denis Istomin               | 6-4, 7-5, 6-4            | Parcours |
| 3                                                                                 | 12-14/09/2014    | Perth            | Gazon (ext.)        | Nick Kyrgios                         | Sanjar Fayziev              | 6-1, 6-1                 | Parcours |
|                                                                                   |                  |                  |                     |                                      |                             |                          |          |
| 2015 - 1/4 de finale (groupe mondial) - Australie - Kazakhstan 3 : 2              |                  |                  |                     |                                      |                             |                          |          |
| 4                                                                                 | 17-19/07/2015    | Darwin           | Gazon (ext.)        | Aleksandr Nedovyesov                 | Nick Kyrgios                | 7-65, 62-7, 7-65, 6-4    | Parcours |
|                                                                                   |                  |                  |                     |                                      |                             |                          |          |
| 2016 - play-off (groupe mondial) - Australie - Slovaquie 3 : 0                    |                  |                  |                     |                                      |                             |                          |          |
| 5                                                                                 | 16-18/09/2016    | Sydney           | Gazon (ext.)        | Nick Kyrgios                         | Andrej Martin               | 6-3, 6-2, 6-4            | Parcours |
|                                                                                   |                  |                  |                     |                                      |                             |                          |          |
| 2017 - 1er tour (groupe mondial) - Australie - République Tchèque 4 : 1           |                  |                  |                     |                                      |                             |                          |          |
| 6                                                                                 | 03-05/02/2017    | Melbourne        | Dur (ext.)          | Nick Kyrgios                         | Jan Šátral                  | 6-2, 6-3, 6-2            | Parcours |
|                                                                                   |                  |                  |                     |                                      |                             |                          |          |
| 2017 - 1/4 de finale (groupe mondial) - Australie - États-Unis 3 : 2              |                  |                  |                     |                                      |                             |                          |          |
| 7                                                                                 | 07-09/04/2017    | Brisbane         | Dur (ext.)          | Nick Kyrgios                         | John Isner                  | 7-5, 7-65, 7-65          | Parcours |
| 7                                                                                 | 07-09/04/2017    | Brisbane         | Dur (ext.)          | Nick Kyrgios                         | Sam Querrey                 | 7-64, 6-3, 6-4           | Parcours |
|                                                                                   |                  |                  |                     |                                      |                             |                          |          |
| 2017 - 1/2 finale (groupe mondial) - Belgique - Australie 3 : 2                   |                  |                  |                     |                                      |                             |                          |          |
| 8                                                                                 | 15-17/09/2017    | Bruxelles        | Terre battue (int.) | Nick Kyrgios                         | Steve Darcis                | 6-3, 3-6, 65-7, 6-1, 6-2 | Parcours |
| 8                                                                                 | 15-17/09/2017    | Bruxelles        | Terre battue (int.) | David Goffin                         | Nick Kyrgios                | 64-7, 6-4, 6-4, 6-4      | Parcours |
|                                                                                   |                  |                  |                     |                                      |                             |                          |          |
| 2018 - 1er tour (groupe mondial) - Australie - Allemagne 1 : 3                    |                  |                  |                     |                                      |                             |                          |          |
| 9                                                                                 | 02-04/02/2018    | Brisbane         | Dur (ext.)          | Nick Kyrgios                         | Jan-Lennard Struff          | 6-4, 6-4, 6-4            | Parcours |
| 9                                                                                 | 02-04/02/2018    | Brisbane         | Dur (ext.)          | Alexander Zverev                     | Nick Kyrgios                | 6-2, 7-63, 6-2           | Parcours |
|                                                                                   |                  |                  |                     |                                      |                             |                          |          |
| 2019 - Phase de poules (groupe mondial - Groupe D) - Australie - Colombie - 3 : 0 |                  |                  |                     |                                      |                             |                          |          |
| 10                                                                                | 19/11/2019       | Madrid           | Dur (int.)          | Nick Kyrgios                         | Alejandro González          | 6-4, 6-4                 | Parcours |
|                                                                                   |                  |                  |                     |                                      |                             |                          |          |
| 2019 - Phase de poules (groupe mondial - Groupe D) - Belgique - Australie - 1 : 2 |                  |                  |                     |                                      |                             |                          |          |
| 11                                                                                | 20/11/2019       | Madrid           | Dur (int.)          | Nick Kyrgios                         | Steve Darcis                | 6-2, 7-69                | Parcours |

## Confrontations avec ses principaux adversaires
Confrontations lors des différents tournois ATP et en Coupe Davis avec ses principaux adversaires (5 confrontations minimum et avoir été membre du top 10). Classement par pourcentage de victoires. Situation au 25 mars 2022 :
| Joueur             | Meilleur classement | Confrontations | Victoires | Défaites | Pourcentage de victoires | Dernière confrontation                                       |
| ------------------ | ------------------- | -------------- | --------- | -------- | ------------------------ | ------------------------------------------------------------ |
| Roger Federer      | 1                   | 7              | 1         | 6        | 14,3                     | défaite (7-65, 5-7, [7-10]) à la Laver Cup 2019              |
| Andy Murray        | 1                   | 7              | 1         | 6        | 14,3                     | défaite (65-7, 2-6) au tournoi de Stuttgart 2022             |
| Richard Gasquet    | 7                   | 8              | 2         | 6        | 25                       | défaite (64-7, 61-7) au tournoi du Japon 2018                |
| Rafael Nadal       | 1                   | 9              | 3         | 6        | 33,3                     | défaite (60-7, 7-5, 4-6) au tournoi d'Indian Wells 2022      |
| Milos Raonic       | 3                   | 7              | 3         | 4        | 42,9                     | défaite (4-6, 65-7, 4-6) à l'Open d'Australie 2019           |
| Stanislas Wawrinka | 3                   | 6              | 3         | 3        | 50                       | victoire (7-5, 63-7, 6-4) au tournoi du Mexique 2019         |
| Alexander Zverev   | 2                   | 7              | 4         | 3        | 57,1                     | victoire (6-3, 6-4) au tournoi du Mexique 2019               |
| John Isner         | 8                   | 5              | 3         | 2        | 60                       | victoire (7-5, 5-7, 7-67) au tournoi du Mexique 2019         |
| Stéfanos Tsitsipás | 3                   | 5              | 4         | 1        | 80                       | victoire (62-7, 6-4, 6-3, 7-67) au tournoi de Wimbledon 2022 |
| Daniil Medvedev    | 1                   | 5              | 4         | 1        | 80                       | victoire (7-611, 3-6, 6-3, 6-2) à l'US Open 2022             |

## Victoires sur le top 10
Toutes ses victoires sur des joueurs classés dans le top 10 de l'ATP lors de la rencontre.
| Légende             |
| Grand Chelem        |
| Masters             |
| Jeux olympiques     |
| Masters 1000        |
| ATP 500             |
| ATP 250             |
| Coupe Davis ATP Cup |

| #  | N.K.   | Tournoi      | Année | Surface      | Adversaire         | Rang  | Tour   | Score                |
| -- | ------ | ------------ | ----- | ------------ | ------------------ | ----- | ------ | -------------------- |
| 1  | no 144 | Wimbledon    | 2014  | Gazon        | Rafael Nadal       | no 1  | 1/8    | 7-65, 5-7, 7-65, 6-3 |
| 2  | no 35  | Madrid       | 2015  | Terre battue | Roger Federer      | no 2  | 1/16   | 62-7, 7-65, 7-612    |
| 3  | no 29  | Wimbledon    | 2015  | Gazon        | Milos Raonic       | no 8  | 1/16   | 5-7, 7-5, 7-63, 6-3  |
| 4  | no 41  | Montréal     | 2015  | Dur          | Stanislas Wawrinka | no 5  | 1/16   | 68-7, 6-3, 4-0 ab.   |
| 5  | no 41  | Marseille    | 2016  | Dur (int.)   | Richard Gasquet    | no 10 | 1/4    | 6-0, 6-4             |
| 6  | no 41  | Marseille    | 2016  | Dur (int.)   | Tomáš Berdych      | no 8  | 1/2    | 6-4, 6-2             |
| 7  | no 33  | Dubaï        | 2016  | Dur          | Tomáš Berdych      | no 7  | 1/4    | 6-4, 6-4             |
| 8  | no 21  | Madrid       | 2016  | Terre battue | Stanislas Wawrinka | no 4  | 1/16   | 7-67, 7-62           |
| 9  | no 20  | Rome         | 2016  | Terre battue | Milos Raonic       | no 10 | 1/16   | 7-65, 6-3            |
| 10 | no 15  | Tokyo        | 2016  | Dur          | Gaël Monfils       | no 8  | 1/2    | 6-4, 6-4             |
| 11 | no 17  | Acapulco     | 2017  | Dur          | Novak Djokovic     | no 2  | 1/4    | 7-69, 7-5            |
| 12 | no 16  | Indian Wells | 2017  | Dur          | Novak Djokovic     | no 2  | 1/8    | 6-4, 7-63            |
| 13 | no 23  | Cincinnati   | 2017  | Dur          | Rafael Nadal       | no 2  | 1/4    | 6-2, 7-5             |
| 14 | no 19  | Pékin        | 2017  | Dur          | Alexander Zverev   | no 4  | 1/2    | 6-3, 7-5             |
| 15 | no 21  | Brisbane     | 2018  | Dur          | Grigor Dimitrov    | no 3  | 1/2    | 3-6, 6-1, 6-4        |
| 16 | no 72  | Acapulco     | 2019  | Dur          | Rafael Nadal       | no 2  | 1/8    | 3-6, 7-62, 7-66      |
| 17 | no 72  | Acapulco     | 2019  | Dur          | John Isner         | no 9  | 1/2    | 7-5, 5-7, 7-67       |
| 18 | no 72  | Acapulco     | 2019  | Dur          | Alexander Zverev   | no 3  | Finale | 6-3, 6-4             |
| 19 | no 52  | Washington   | 2019  | Dur          | Stéfanos Tsitsipás | no 6  | 1/2    | 6-4, 3-6, 7-67       |
| 20 | no 52  | Washington   | 2019  | Dur          | Daniil Medvedev    | no 10 | Finale | 7-66, 7-64           |
| 21 | no 29  | ATP Cup      | 2020  | Dur          | Stéfanos Tsitsipás | no 6  | Poules | 7-67, 63-7, 7-65     |
| 22 | no 132 | Indian Wells | 2022  | Dur          | Casper Ruud        | no 8  | 1/16   | 6-4, 6-4             |
| 23 | no 102 | Miami        | 2022  | Dur          | Andrey Rublev      | no 7  | 1/32   | 6-3, 6-0             |
| 24 | no 65  | Halle        | 2022  | Gazon        | Stéfanos Tsitsipás | no 6  | 1/8    | 5-7, 6-2, 6-4        |
| 25 | no 40  | Wimbledon    | 2022  | Gazon        | Stéfanos Tsitsipás | no 5  | 1/16   | 62-7, 6-4, 6-3, 7-67 |
| 26 | no 37  | Montréal     | 2022  | Dur          | Daniil Medvedev    | no 1  | 1/16   | 62-7, 6-4, 6-2       |
| 27 | no 25  | US Open      | 2022  | Dur          | Daniil Medvedev    | no 1  | 1/8    | 7-611, 3-6, 6-3, 6-2 |

## Classements ATP en fin de saison
| Année          | 2012 | 2013 | 2014 | 2015 | 2016 | 2017 | 2018 | 2019 | 2020 | 2021 | 2022 | 2023 | 2024 |
| Rang en simple | 828  | 186  | 52   | 30   | 13   | 21   | 35   | 30   | 45   | 92   | 22   | –    | –    |
| Rang en double | 1217 | 486  | 1202 | 167  | 232  | 75   | 140  | 240  | 255  | 231  | 13   | –    | –    |

Source : (en) Classements de Nick Kyrgios sur le site officiel de la Fédération internationale de tennis